# Сахно-Устимовичі
Сахно-Устимовичі — козацько-старшинський, згодом — дворянський рід, засновник якого — Софоній (Сахно; р. н. невід. — п. 1678), городиський сотник, — згідно з родинними, переказами загинув 1678 під Чигирином.
Його син — Устим Софонович (Сахненко; р. н. невід. — п. після 1727), власовський сотник (1704—1705). Від його імені та по батькові й утворилося родове прізвище. Представники роду обіймали посади значкових товаришів, військових товаришів та бунчукових товаришів. До цього роду належали:
- Прокопій Андрійович С.-У. (бл. 1756 — після 1814), полковий писар (1781), городничий міст Хорол (1786—99) та Кременчук (1799—1803), дійсний статський радник (1810), директор департаменту морських військових сил 1808—10);
- Петро Максимович (бл. 1788 — після 1865), член «Союзу благоденства» (до слідства притягався, але не покараний), статський радник (1829), секретар канцелярії головного управляючого в Грузії (із 1832), приятель О.Грибоєдова, мемуарист («Описание Чеченского похода 1826 г.», яке частково не раз публікувалося; повна публікація в журналі «Звезда», 2006, № 10);
- Андріан Прокопович (бл. 1797—1851), дійсний статський радник (1839), в. о. харківського цивільного губернатора (1839—40), курський цивільний губернатор (1840—50);
- Олександр Васильович (1824—1912), 1847—54, 1857—59 і 1865 — учасник воєнних дій на Кавказі, командир 9-го (1865—66) і 22-го (1869—71) кінних полків Кубанського козацького війська та Єйського кінного полку (1871—76), генерал-майор у відставці (1876);
- Прокопій Андрійович (1838—99), дійсний статський радник (1882), гадяцький повітовий (1877—80) та полтавський губернський (1880—83) предводитель дворянства;
- Микола Миколайович (1863 — після січня 1919), громадський і політичний діяч, активний член підпільної монархістської організації «Українська громада» (пізніше — «Українська народна громада»), що здійснила гетьманський переворот 1918 року, перший виконувач обов’язків отамана (голови) Ради міністрів Української Держави (29—30 квітня 1918);
- Юрій Костянтинович (1873—1968), учасник Першої світової війни, генерал-майор (1915), командир 8-го гусарського Лубенського полку (1914—15), командир 2-ї (1915—16) та 1-ї (1916—17) бригад 8-ї кавалерійської дивізії, нач. конвою гетьмана П.Скоропадського та генерал-хорунжий армії Української Держави (1918), учасник Білого руху, командир окремої кавалерійської бригади при обороні Криму (1920), громадський діяч російської міграції, мемуарист («Накануне Великой войны: Из воспоминаний командира 8-го гусарского Лубенского полка»; опубл. у часописі «Военная быль», 1965, № 73), співробітник часопису «Военная быль» (із 1967);
- Олександр Олександрович (1880—1973), один із організаторів українського військового руху в російській армії, організатор та командир 1-го гайдамацького куреня (1917), на базі якого було розгорнуто Одеську гайдамацьку бригаду військ Української Центральної Ради, полковник (1918), старший особистий осавул гетьмана П.Скоропадського (1918), учасник Білого руху, із 1921 року — на еміграції.

Рід внесений до 2-ї та 6-ї частин Родовідних книг Полтавської, Катеринославської та Херсонської губерній.